# Snickarbyxor

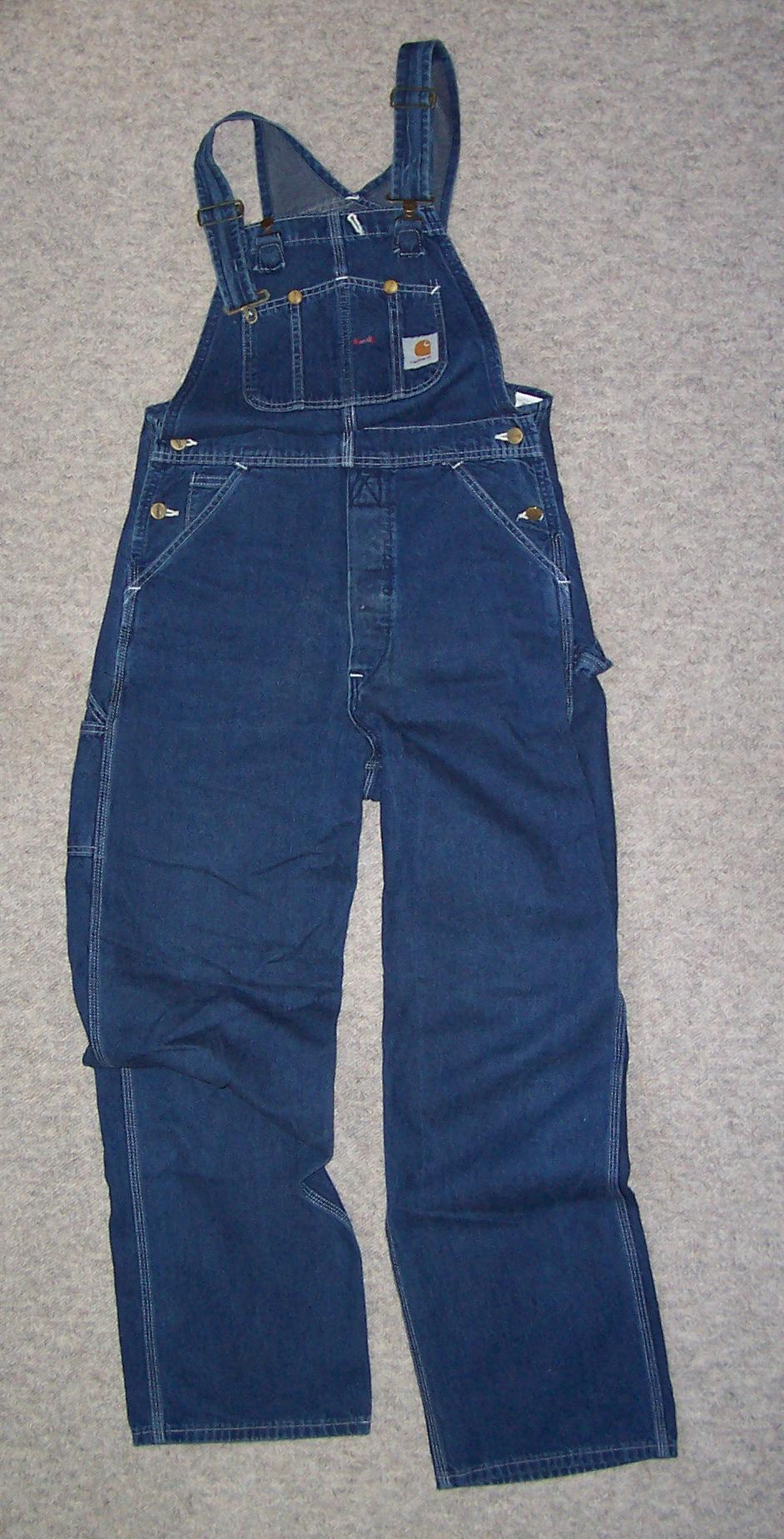
Snickarbyxor

Snickarbyxor, eller hängselbyxor är ett slags byxor med vida fickor, bröstlapp samt hängslen, som ursprungligen tillverkades i blåtyg och senare i jeanstyg (denim). Numera kan termen även användas för hängselbyxor i liknande modell men tillverkade av annat material. Snickarklänning är ett liknande plagg där nederdelen är en kjol och inte ett par byxor.
Hängselbyxor är vanliga som fritidskläder och arbetskläder. Ett exempel är de så kallade snickarbyxorna som ofta tillverkas i denim. Regnbyxor görs ofta i hängselmodel för att bättre hålla vätan borta; ett exempel är galonbyxorna.
Snickarbyxor började användas av hantverkare i slutet av 1800-talet men blev senare populära som barnkläder och även som modeklädsel för vuxna. Plagget fick spridning som barnklädsel bland pojkar under mellankrigstiden och bland flickor under andra delen av 1940-talet. Som modeklädsel är snickarbyxor snarast vanligare bland kvinnor än män. Tidpunkter då snickarbyxor haft ett modemässigt uppsving inkluderar 1970-talet och efter omkring 2005.
I brittisk engelska kallas snickarbyxor för bib-and-brace, medan overalls är vanligare i amerikansk engelska. Detta leder ibland till missförstånd eftersom den svenska termen overall syftar på ett annat plagg.
Inom sporten används även hängselbyxor, till exempel inom segling och cykling.
Hängselbyxor har också en bestående popularitet som mammakläder och barnkläder.

## Exempel

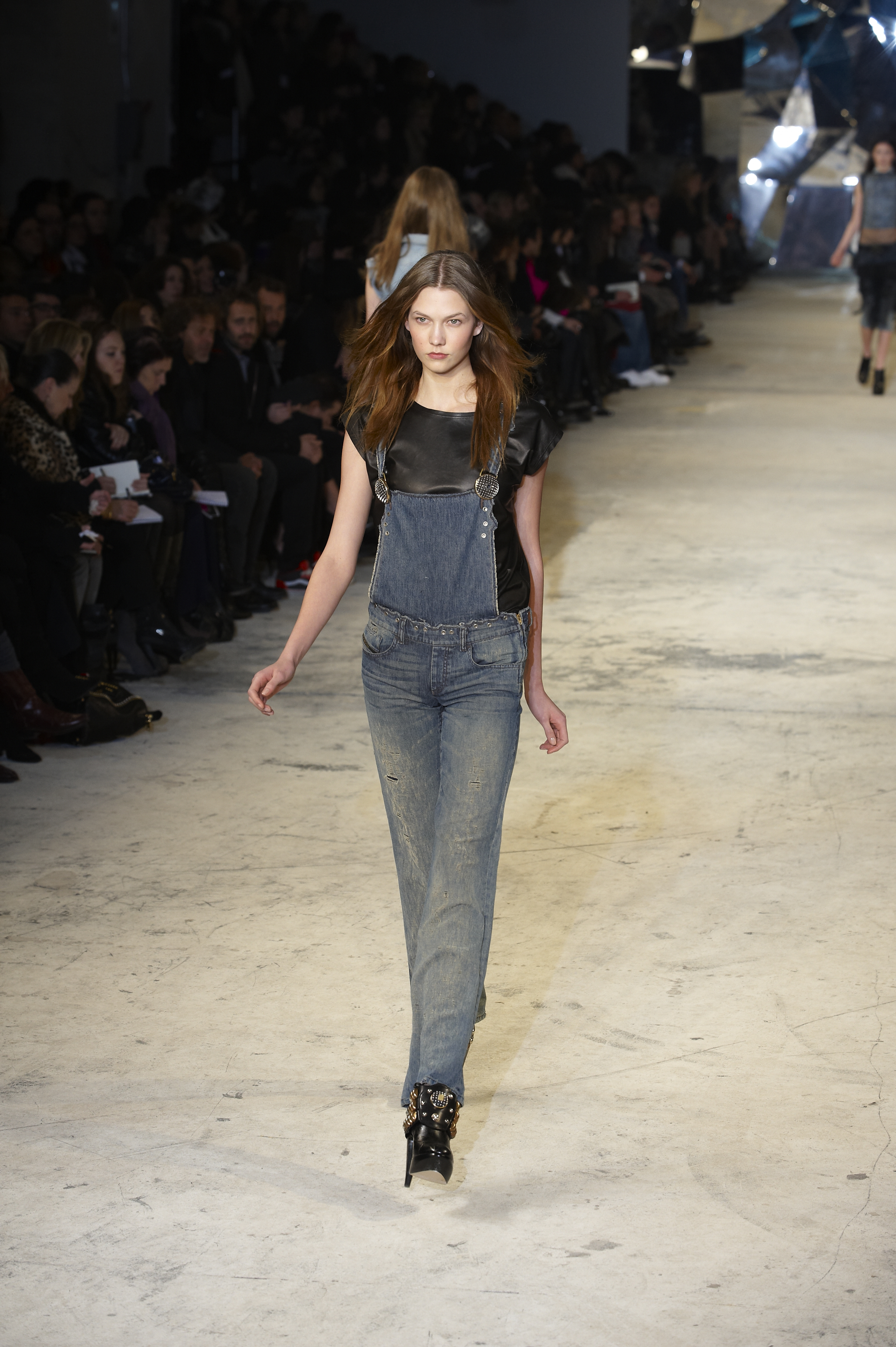
Modemässiga snickarbyxor i denim för damer.
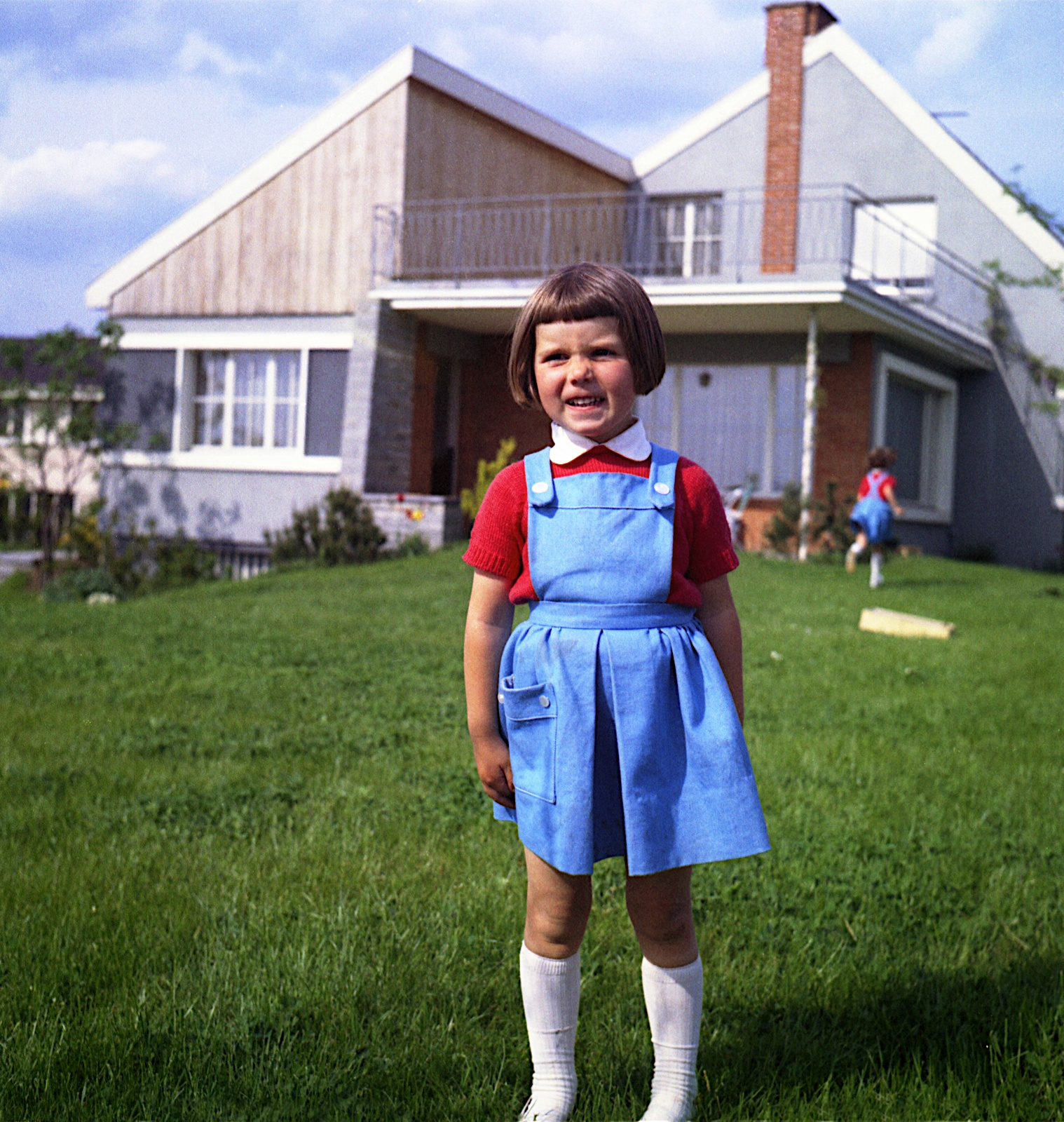
Flicka i snickarklänning.
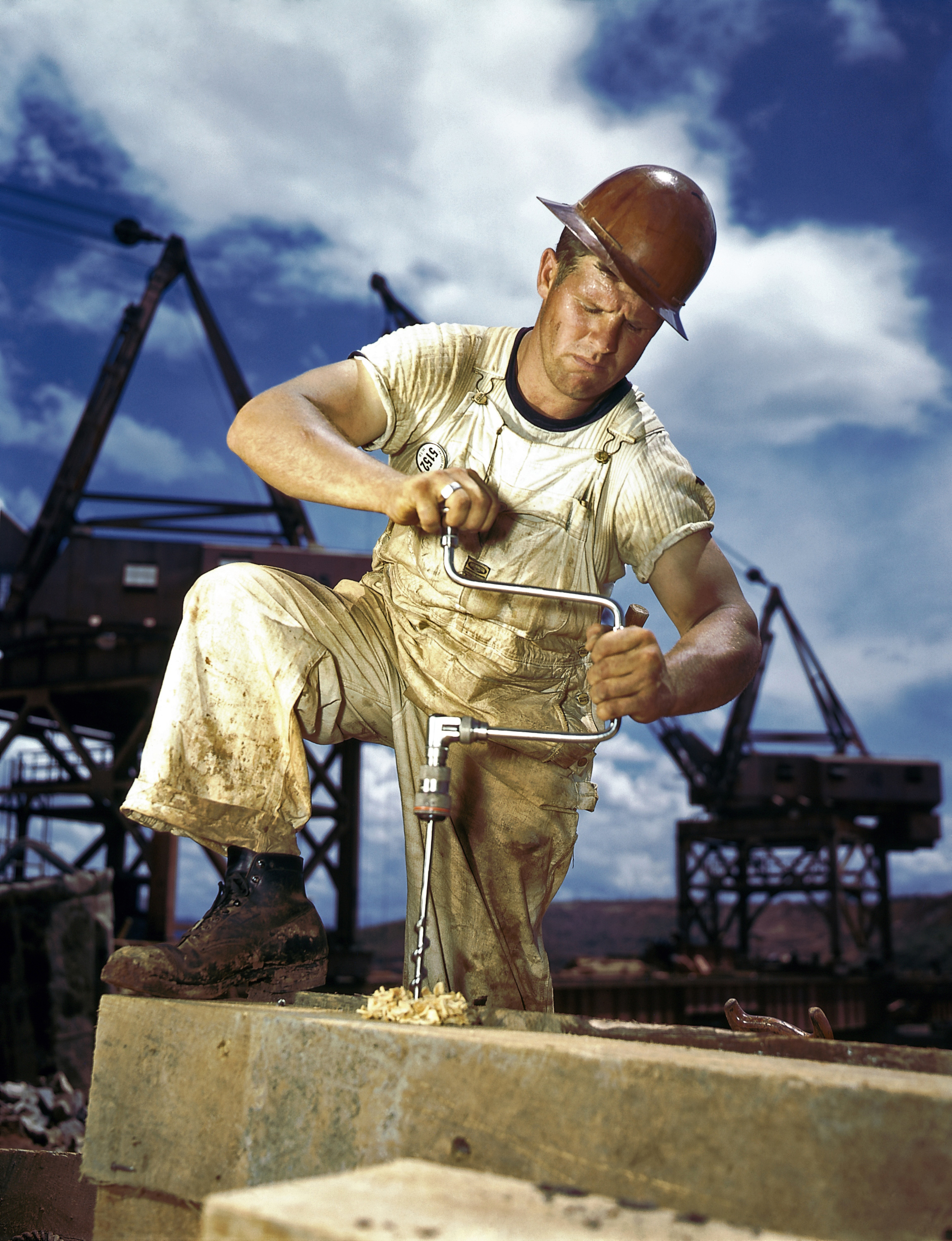
Snickarbyxor för byggnadsarbetare, som inte är tillverkade i denim.
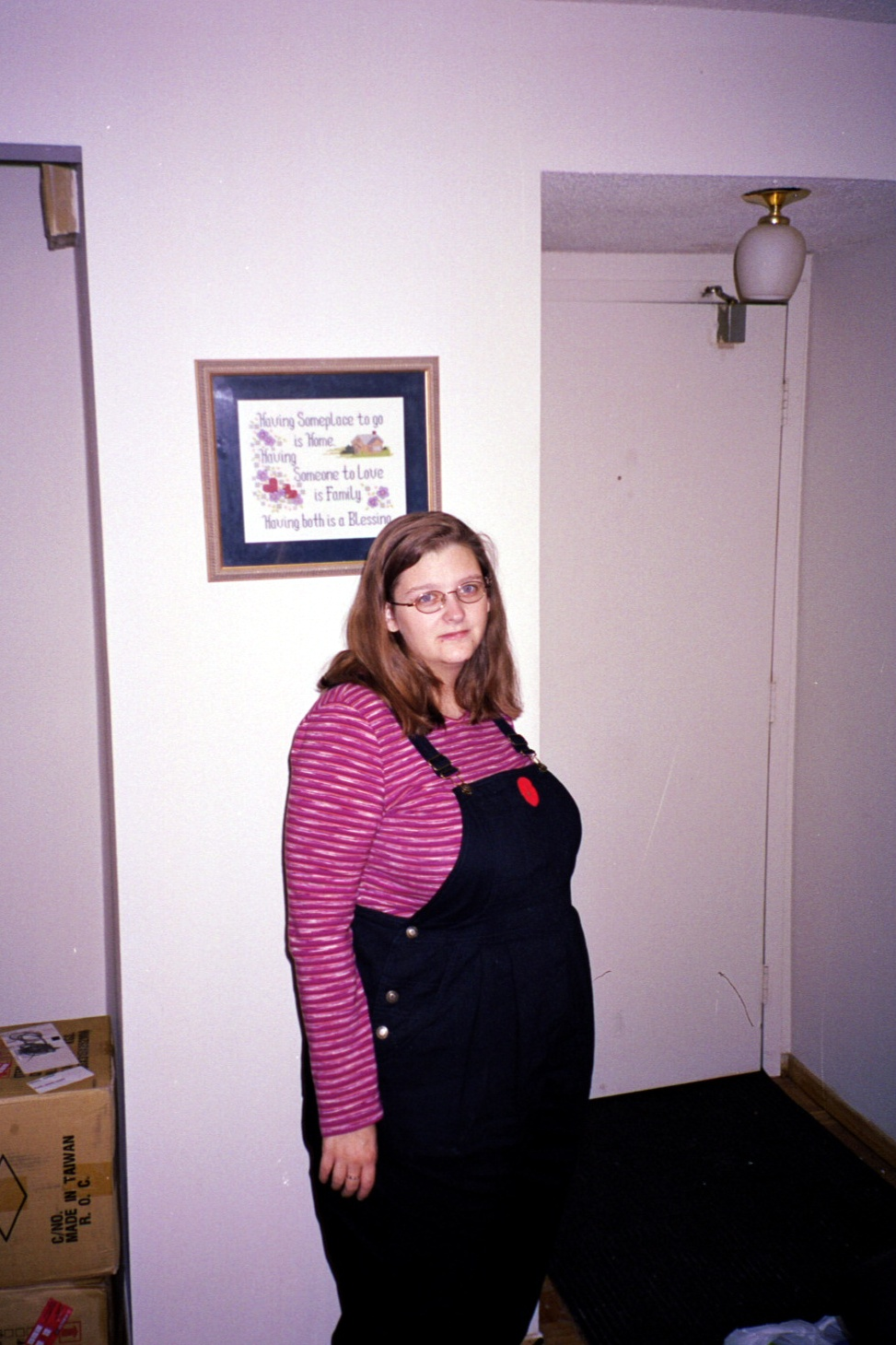
Exempel på snickarbyxor som mammakläder.